# Smalls Island
Smalls Island is een eiland van 3,25 ha dat deel uitmaakt van de Canadese provincie Newfoundland en Labrador. Het eiland ligt vlak voor de zuidkust van Newfoundland en maakt deel uit van de gemeente Burgeo. 

## Geografie
Smalls Island ligt aan het centrale gedeelte van Newfoundlands zuidkust en maakt deel uit van de Burgeo-eilanden. Het ligt net ten oosten van Grandy Island, een groot eiland waarop zich het dorpscentrum van Burgeo bevindt. Smalls Island is volledig volgebouwd en via een 35 meter lange brug met Grandy Island verbonden.

## Zie ook

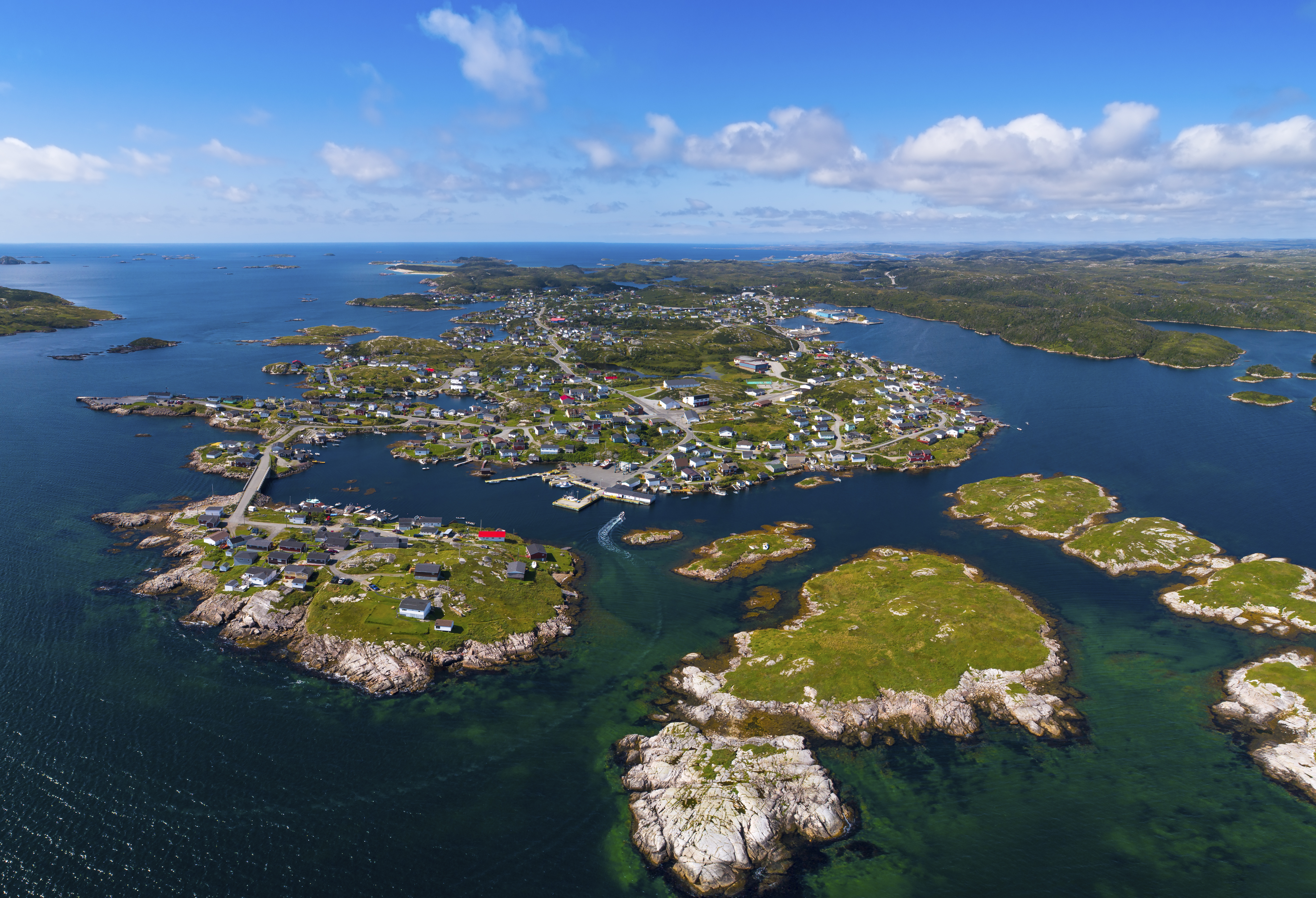
Luchtbeeld van Burgeo (2018). Smalls Island is het kleine eilandje op de voorgrond, Grandy Island is de volgebouwde landmassa erachter.